# احمد ابراهیم خلف
احمد ابراهیم خلف (عربی: احمد ابراهيم خلف؛ زاده ۲۵ فوریهٔ ۱۹۹۲) یک بازیکن فوتبال اهل عراق است.
وی همچنین در تیم ملی فوتبال عراق بازی کرده‌است.